# 毛利元栄
毛利 元栄（もうり もとひで、1967年〈昭和42年〉12月3日 - ）は、毛利家宗家32代目当主。

## 経歴
日立金属に勤務。2022年（令和4年）現在においては同社の金属材料事業本部特殊鋼統括部長の役職に就いている。株式会社プロテリアル執行役員特殊鋼事業部長。(2023年4月1日付)

## 家系
- 曾祖父：毛利元昭
- 祖父：毛利元道
- 父：毛利元敬